# Зелений промінь (роман)
«Зелений промінь» (фр. Le Rayon vert) — пригодницький науково-фантастичний роман французького письменника Жюля Верна, що входить в цикл «Незвичайні подорожі». Написаний в 1882 році. У книзі знайшли відображення враження від поїздки Жюля Верна з його другом Іньяром до Англії та Шотландії влітку 1859 року.

## Публікація
Роман вперше був опублікований в газеті Le Temps з 17 травня по 23 червня 1882 року. Перше книжкове видання, в яке також увійшла розповідь «Десять годин на полюванні», побачило світ 24 липня 1882 року. Ця розповідь і роман також увійшли в ілюстроване видання (44 ілюстрації до роману зробив Леон Бенетт), що вийшов 23 жовтня 1882 роки; вони ж, разом з романом «Школа Робінзонів», склали сімнадцятий «здвоєний» том «Незвичайних подорожей», виданий 13 листопада 1882 року.

## Зміст роману
Книга розбита на двадцять три глави:
- Глава перша. Братик Сем і братик Сіб
- Глава друга. Гелена Кемпбелл
- Глава третя. Стаття в «Морнінг Пост»
- Глава четверта. Вниз по Клайду
- Глава п'ята. З пароплава на пароплав
- Глава шоста. Вир Корріврекан
- Глава сьома. Арістобулус Урсіклос
- Глава восьма. Хмара на горизонті
- Глава дев'ята. Натяки Елізабет
- Глава десята. Партія в крокет
- Глава одинадцята. Олівер Сінклер
- Глава дванадцята. Нові плани
- Глава тринадцята. Чарівність моря
- Глава чотирнадцята. Життя на острові Іона
- Глава п'ятнадцята. Руїни монастиря
- Глава шістнадцята. Два рушничні постріли
- Глава сімнадцята. На борту «Клорінди»
- Глава вісімнадцята. Стаффа
- Глава дев'ятнадцята. Грот Фінгала
- Глава двадцята. На пошуки міс Кемпбелл!
- Глава двадцять перша. Буря в гроті
- Глава двадцять другий. «Зелений промінь»
- Глава двадцять третя. Закінчення

Розпещена молода дівчина, сирота Гелена Кемпбелл, живе в будинку своїх дядьків, братів Мелвілл. Вони бажають її весілля з аристократом Арістобулусом Урсіклосом, геніальним вченим, який не подобається самій Хелін. Вона, бажаючи віддалити небажане одруження, каже, що не зробить цього, поки не побачить зелений промінь. Мелвілл, Хеліна, їх служниця Елізабет і дворецький Патрідж «ганяються» за зеленим променем по всім Гебридських островах, потрапляючи в лякаючі і комічні ситуації. По ходу подорожі, Хеліна знайомиться з молодим художником Олівером Сінклером, сміливцем і романтиком, і закохується в нього.

## Ілюстрації з книги

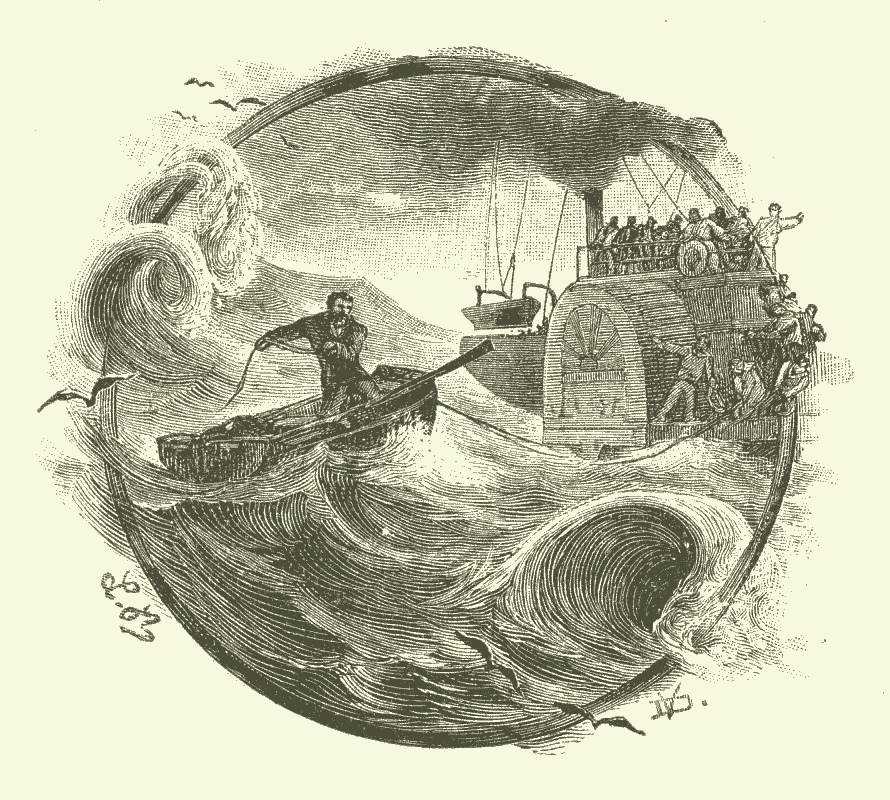
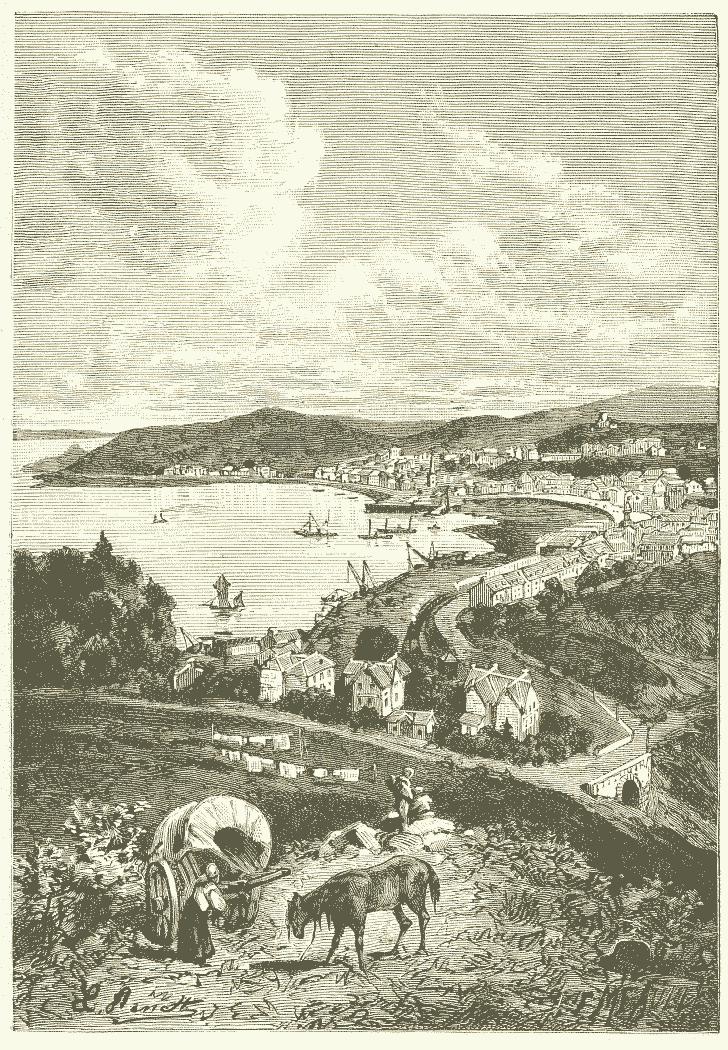
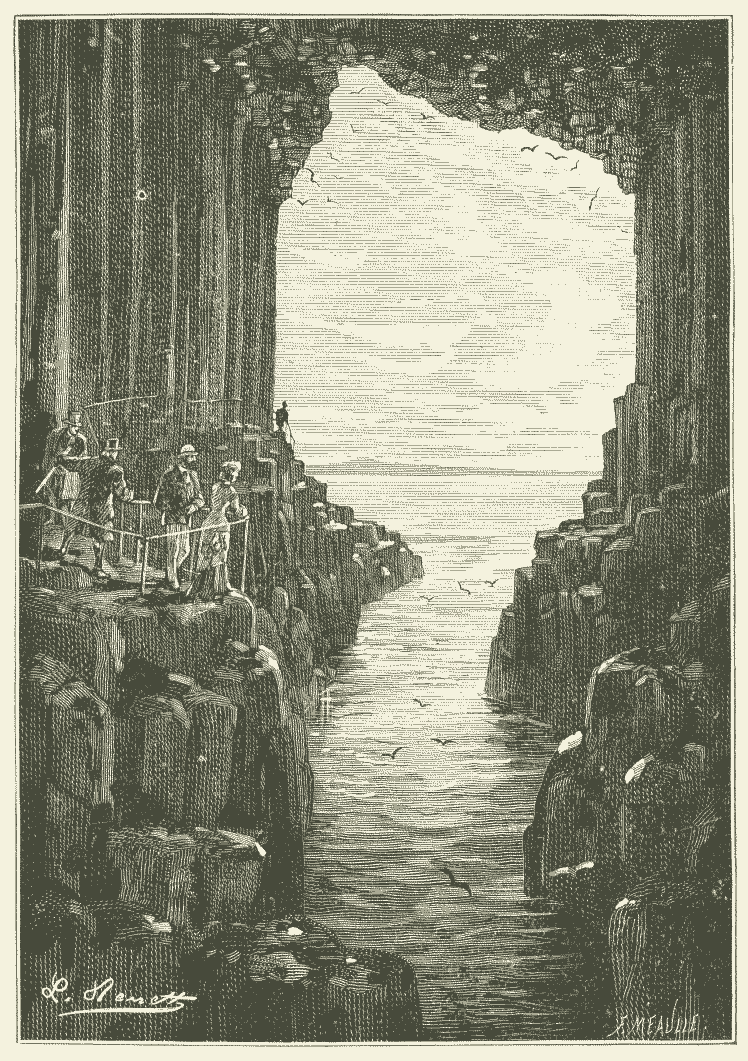

## Цікаві факти
- На честь роману був названий сорт гаванських сигар.
- В основу роману покладено шотландську легенду про Зелений промінь, який дарує щастя кожному, хто побачив його.